# Просигой
Просигой — сербский правитель с начала IX века.

## Биография
Просигой унаследовал престол от своего отца Радослава Вышеславича. Единственный источник информации о нём, как и о его деде и отце, Вышеславе и Радославе — это текст из труда «Об управлении империей» (лат. De administrando imperio) византийского императора X века Константина VII Багрянородного: «Во время его правления или во время правления его отца Радослава, произошло восстание Людевита Посавского против власти франков».
Потомком Просигоя был Властимир, ставший основателем династии Властимировичей.